# Sander Provost
Sander Provost (Halle, 7 oktober 1997) is een Vlaams acteur.

## Carrière
Sinds 2014 speelt Sander (toen 16 jaar) een van de hoofdrollen voor de Vlaamse Ketnet serie D5R (voluit De Vijver). Provost is bekend voor de rol van Wout in deze serie. Bij de audities werden er 5 van de 300 jongeren geselecteerd: Jamie-Lee Six, Thijs Antonneau, Angela Jakaj, Liandra Sadzo en hijzelf. Samen met zijn co-acteurs werden ze genomineerd voor de prijs Beste Ketnetreeks bij Het gala van de gouden K's 2014 en hebben die dan ook gewonnen. De serie kreeg later ook nog een film waarin hij meespeelt.

## Televisie
- D5R (2014 - 2022)

## Film
- D5R: de film (2017) - als Wout Fransen
- D5R: De Laatste Zomer Samen (2023) - als Wout Fransen